# Match de football Suisse – Allemagne (1908)
Le match de football Suisse - Allemagne du 5 avril 1908 est le premier match officiel de l'Équipe d'Allemagne de football. Le match amical contre l'Équipe de Suisse de football se déroule chez elle à Bâle. Pour les Suisses, il s'agit de leur troisième match de l'histoire comme les Helvètes possèdent une fédération de football un peu plus ancienne que les Allemands, qui a été fondée en 1895, alors que la Fédération allemande de football sera fondée le 28 janvier 1900.

## Histoire
Le XIXe siècle, marque le début de la naissance du football, venu du Royaume-Uni, ce sport collectif attire les regards de nombreuses personnes étrangères vivant sur le sol britannique. Le football se diffuse ainsi progressivement en Europe du Nord entre les années 1870 et le début des années 1890, avant de gagner le reste du continent, de nombreuses fédérations de football voient le jour, dans le but de préciser les règles du football, afin qu'il se différencie du rugby et d'autres sports. Naturellement ce début de professionnalisation commence au sein du Royaume-Uni, la Fédération anglaise de football est la plus ancienne du monde fondée en 1863, elle sera suivie des autres États britanniques, la Fédération écossaise, fondée dix ans après en 1873, la Fédération Galloise en 1876 et celle d'Irlande du Nord fondée en 1880. La première fédération hors Grande-Bretagne, sera celle du Danemark fondée en 1889.
Avec l'hégémonie des puissances européennes, notamment anglaise, sur le reste du monde, le football se diffuse en dehors du vieux continent, dans un premier temps les colons européens exportent ce sport de l’ère victorienne, notamment en Afrique du Sud où les colons britanniques y importent le football dès 1869. Les étudiants originaires d'Angleterre jouent un rôle aussi important dans l'introduction du football entre Montevideo et Buenos Aires. Ainsi, le football s'installe durablement dans des nations comme l'Uruguay ou l'Argentine dès les années 1870-80. En Amérique du Nord, des compétitions sont créées dans les années 1880 (1884 aux États-Unis sur la côte Est). Seul le continent asiatique est un peu moins touché par la propagation du football.
Ainsi avec cette mondialisation et cet engouement pour cette discipline sportive, le 21 mai 1904 à Paris au 229, rue Saint-Honoré dans les locaux de l'Union des sociétés françaises de sports athlétiques (USFSA), sous l'impulsion de Robert Guérin, secrétaire du comité football de l'USFSA, naît la Fédération internationale de football association (FIFA), qui s’occupera de géré l’organisation du football a l’échelle internationale, notamment l'organisation de match amicaux et de compétitions internationales comme la Coupe du monde qui naîtra en 1930.
Le début du XXe siècle, sera une période ou de nombreuses sélections connaîtront leurs premiers matchs amicaux, l'équipe d'Allemagne de football, disputera son premier match, le 5 avril 1908, contre sa voisine, l'équipe de Suisse de football.

### Genèse du football suisse

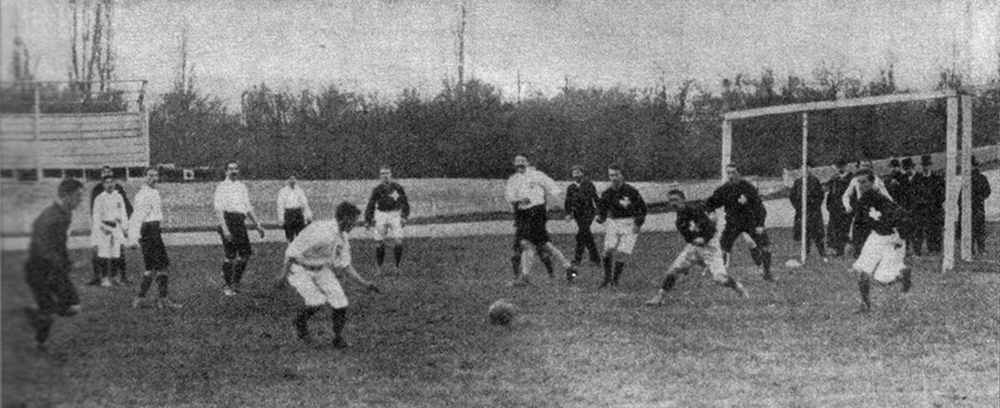
Le premier match officiel de l'équipe suisse, joué contre la France le 12 février 1905.

L’apparition du football en Suisse est beaucoup plus ancienne que celle apparut en Allemagne. Dès le milieu du XIXe siècle, par l'intermédiaire d'étudiants et professeurs anglais qui fréquentent des écoles privées dans la région de Genève, ce sport se propage chez les Helvètes. Sur le plan local, le premier club de football en Suisse est le Lausanne Football and Cricket Club, fondé en 1860 toujours par des étudiants anglais. Il est également le premier club de football créé en dehors d'Angleterre. Le football arrive un peu plus tard en Suisse alémanique, le club le plus ancien encore en activité est le Football Club Saint-Gall fondé en 1879. La fédération suisse de football sera créée en 1895.
L’Équipe nationale de Suisse, aura déjà fait 2 matchs amicaux officiels avant d'affronter la sélection allemande, deux matchs contre la sélection française, le premier match intervient le 12 février 1905 à Paris, défaite 1-0 de la Nati, il s'agit par conséquent du premier match pour la Suisse. Et le deuxième match, quelques mois avant leur rencontre contre les Allemands, le 8 mars 1908, cette fois-ci à domicile au stade des Charmilles à Genève, deuxième défaite face aux Bleus, sur le score de 1-2.
Auparavant, la Suisse joue des matchs internationaux, entre clubs suisses et frontaliers dès le milieu des années 1890. La première sélection suisse bat une équipe du Sud de l'Allemagne sur le score de 3-1 le 4 décembre 1898. La moitié de l'équipe suisse est alors constituée d'étrangers vivants en Suisse, pour la plupart Britanniques. Plusieurs autres matchs de ce type sont organisés ; la Suisse perd par exemple contre l'Autriche sur le score de 4-0 le 8 avril 1901, mais tous ces matchs ne sont pas comptés officiellement par la FIFA ni la fédération suisse.

### Genèse du football allemand
En Allemagne, l'intronisation du football à mis un peu plus de temps à s'implanter, a vrai dire le sentiment antibritannique en était l'un des facteurs. Malgré tout, l’apparition du football outre-Rhin, commence dès la fin des xix siècles, avec quelques apparitions de clubs de football, notamment, le BFC Germania 1888, qui est le premier club allemand de l'histoire. Des personnages-clés, comme Konrad Koch ou Walther Bensemann, en seront des pionniers dans l'implantation du foot en Allemagne.
La Fédération allemande de football est officiellement créée à Leipzig le 28 janvier 1900 par les représentants des 86 clubs fondateurs. L'objectif est de faciliter l'organisation des championnats régionaux tout en lançant une première division nationale, réunissant les meilleures équipes de l'Empire. La première édition de ce championnat est lancé au cours de l'année 1902 avec six équipes, championnes de leur championnat régional respectif : le Britannia Berlin, le Altonaer FC 1893, le Victoria Magdebourg, Karlsruher SC, Deutscher FC Prague (basé à Prague et fondé par des Allemands) et le VfB Leipzig. Ce dernier remporte la compétition après sa victoire en finale contre le DFC Prague (7-2) le 31 mai 1903 au cours d'une rencontre disputée à Hambourg.

## Match Suisse - Allemagne
Le 5 avril 1908 est une date significative du foot allemand, car elle marque le premier match de la sélection allemande de son histoire contre l'équipe de Suisse de football. Le match sera arbitré par le Suisse Patrick Devitte  au stade Landhof devant 3500 à 4000 spectateurs. Il sert de préparation aux Jeux olympiques de Londres en octobre, auxquels la Fédération allemande de football souhaite envoyer pour la première fois une équipe.
Avant le match, les joueurs allemands, arrivent à l’hôtel Metropol de Bâle, ils sont accueillis par plus de 2000 spectateurs, les joueurs reçoivent leur maillot qui est synonyme du premier maillot de la sélection allemande de l'histoire, le maillot noir et blanc ornée d'un aigle blanc représente les couleurs de la Prusse, incorporée à l'Empire allemand lorsque ce dernier a vu le jour en 1871,.

Stade Landhof, lieu du match
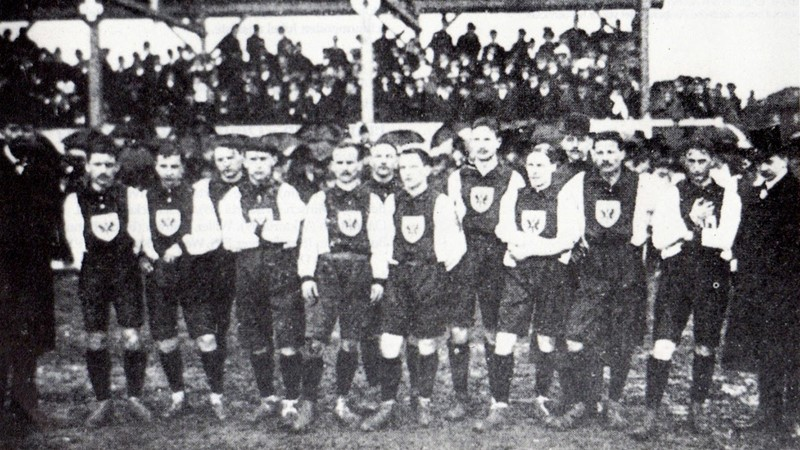
L'équipe nationale allemande, lors de son premier match international officiel en 1908

### Première mi-temps
A 15h10, l'arbitre, Patrick Devitte, siffle le début du match, les Suisses donnent le coup d'envoi, à la 6eme minute, Fritz Becker, entre dans l'histoire en inscrivant le premier but de l'histoire de la sélection allemande, une action initiée par un centre de l’ailier Gustav Hensel.

« Le gardien suisse ne pensait pas devoir intervenir, mais il a sous-estimé ma vitesse. »

— Fritz Becker
La joie allemande, ne sera que de courte dure, la Suisse égalise à la 21e minute, grâce à Hans Kämpfer. Peu de temps après l'égalisation, la Nati, prend l’avantage en profitant d’une bourde du latéral, Ernst Jordan, en difficulté en défense au point d'inscrire contre son camp en tentant de dégager un ballon de la tête. Les Suisses marqueront le troisième but via le joueur du FC Bâle, Siegfried Pfeiffer, à la 32eme minute, à la mi-temps le score est de 3 à 1.

### Deuxième mi-temps
Pendant le match, l'Allemagne possède une équipe très jeune avec un âge moyen de 21.5 ans. La météo avec une pluie battante n'a pas aidé les Allemands. Avec en plus une équipe sans plan de jeu, les Allemands échouent à revenir à hauteur des Suisses, néanmoins, Fritz Förderer, permet de réduire le score à 3-2 (52e minute). Cinq minutes plus tard, Siegfried Pfeiffer marque un doublé pour les Helvètes (57e minute). Après être devenu le premier buteur de l’équipe nationale allemande de football, Fritz Becker devient le premier joueur à inscrire un doublé, en marquant un second but. (69e minute). La Suisse marque un cinquième et ultime but, avec un troisième doublé dans ce match, réalisé par Hans Kämpfer (89e minute). Le score final est de 5 à 3 pour la Nati.

### Feuille de match
| Match amical                                     | Suisse                                                                     | 5 - 3   | Allemagne                               | Stade Landhof, Bâle                             |                                                 |
| 5 avril 1908 · 15:00 · Historique des rencontres | Kämpfer 21e · Jordan 28e (csc) · Pfeiffer 32e · Pfeiffer 57e · Kämpfer 89e | (3 - 1) | 6e Becker · 52e Förderer · 69e Förderer | Spectateurs : 4 000 Arbitrage : Patrick Devitte | Spectateurs : 4 000 Arbitrage : Patrick Devitte |
| 5 avril 1908 · 15:00 · Historique des rencontres | (Rapport) ASF (Rapport) DFB                                                |         |                                         | Spectateurs : 4 000 Arbitrage : Patrick Devitte | Spectateurs : 4 000 Arbitrage : Patrick Devitte |

| Suisse | Allemagne |

| Gardien de but                    |  | Ivan Dreyfus       |  |
|                                   |  | Alfred Mégroz      |  |
|                                   |  | Marcel Henneberg   |  |
|                                   |  | Eugène Strauss     |  |
|                                   |  | Alfred Rubli       |  |
|                                   |  | Roger Isenegger    |  |
|                                   |  | Daniel Hug         |  |
|                                   |  | Walter Lehmann     |  |
|                                   |  | Siegfried Pfeiffer |  |
|                                   |  | Hans Kämpfer       |  |
|                                   |  | Theo Kobelt        |  |
| Sélectionneur : François Dégerine |  |                    |  |
|                                   |  |                    |  |

| Gardien de but             |  | Fritz Baumgarten  |  |
|                            |  | Walter Hempel     |  |
|                            |  | Ernst Jordan      |  |
|                            |  | Arthur Hiller     |  |
|                            |  | Karl Ludwig       |  |
|                            |  | Hans Weymar       |  |
|                            |  | Willy Baumgärtner |  |
|                            |  | Fritz Becker      |  |
|                            |  | Fritz Förderer    |  |
|                            |  | Gustav Hensel     |  |
|                            |  | Eugen Kipp        |  |
| Sélectionneur : Comité DFB |  |                   |  |
|                            |  |                   |  |

### Après match
Après le match, la sélection allemande participe à un banquet, pour lequel il leur a été demandé d’amener ou louer un costume. Elle connaîtra en cette année 1908, deux autres matchs amicaux, certains joueurs ne seront pas retenus pour les prochains matchs de la Mannschaft, exemple surprenant Fritz Becker, pourtant premier buteur de l'histoire de la sélection et même double buteur, ne participera plus à aucun match avec la Mannschaft, le match de la Suisse étant son unique et dernier match avec l'Allemagne.
Les journaux en Allemagne critiquent aisément l’Équipe nationale dont ils jugent la défense responsable de la défaite. C’est particulièrement le latéral de Magdeburg, Ernst Jordan, qui pour beaucoup de personnes Outre-Rhin en sera le responsable principal de cette défaite, par conséquent le match contre la Suisse sera le dernier pour le joueur.

« Les joueurs allemands ont perdu le match à cause de leur défense. Ernst Jordan, était le joueur le plus faible. »

— Hugo Egon Kubaseck, responsable de la DFB

« Si le retour de Ernst Jordan, n'avait pas échoué comme ça, il aurait probablement été possible d'obtenir un match nul. »

— Fachblatt Football-Suisse
Quelques jours après le match contre la Suisse, le 20 avril 1908, l'Allemagne joue à domicile dans sa capitale berlinoise contre l'équipe d'Angleterre amateur. La Mannschaft perdra sur le score de 1-5. Le troisième et dernier match de cette année 1908, sera contre le voisin autrichien, l'Allemagne perdra sur le score de 3-2, à Vienne.
L'objectif initial du match contre la Suisse et les deux autres sélections (Angleterre et Autriche) était de préparer la sélection allemande à participer aux Jeux olympiques de 1908 à Londres, finalement l'Allemagne n'enverra pas d’équipe de football en Grande-Bretagne. Il faudra attendre 4 ans plus tard, lors des Jeux olympiques de 1912 à Stockholm, voir les Allemands participer au premier tournoi international de leur histoire.

## Héritage
De nos jours un travail de recherche est fait pour analyser au mieux ce match, notamment par les historiens de l'Université de Berlin. À l'occasion du 100e anniversaire du premier match international, la fédération allemande de football a organisé une exposition spéciale intitulée « Les onze premiers ». En plus des stations audio et vidéo, il existe également un album photo avec 21 photos originales du premier match de la sélection allemande. Le 26 mars 2008, soit à peu près 100 ans plus tard, l'Allemagne affronte la Suisse en match amical en vue de se préparer pour l'Euro qui se déroule chez sa voisine helvète, victoire 4-0, des Allemands.
Concernant le lieu du match, le stade Landhof est délaissé par les autorités suisses et la commune de Bâle. Quelques rares matchs de division inférieure se jouent encore mais le lieu n'a plus le même prestige qu'à l’époque. De 1893 à 1967, le FC Bâle y dispute ses matchs à domicile, avant de déménager au stade Saint-Jacques à la capacité plus grande, mais ce dernier sera détruit pour laisser place au Parc Saint-Jacques, stade moderne qui ouvre ces portes en 1999 et qui sera rénovée dans le cadre de l'Euro 2008.

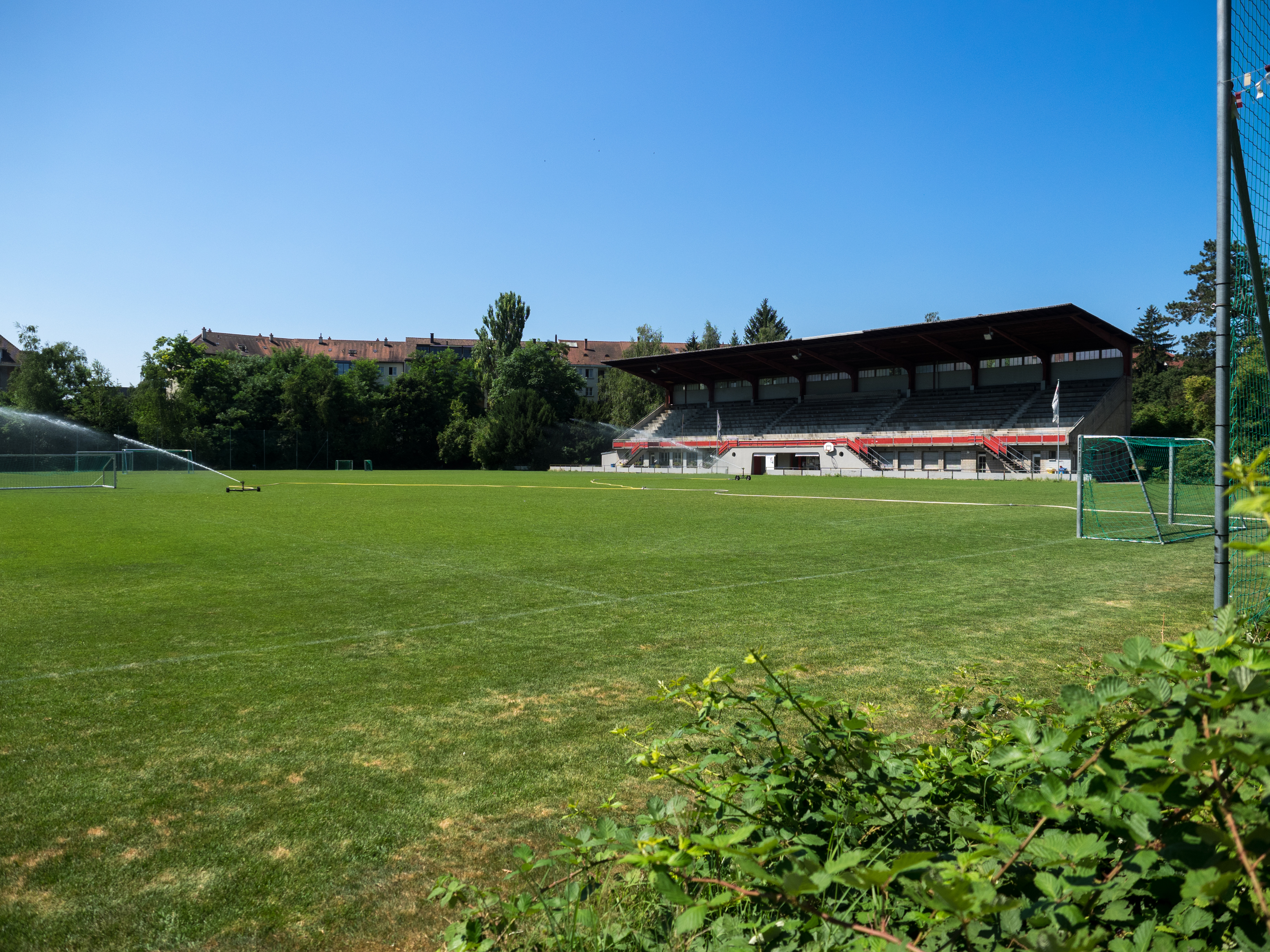
Vue de la tribune principale
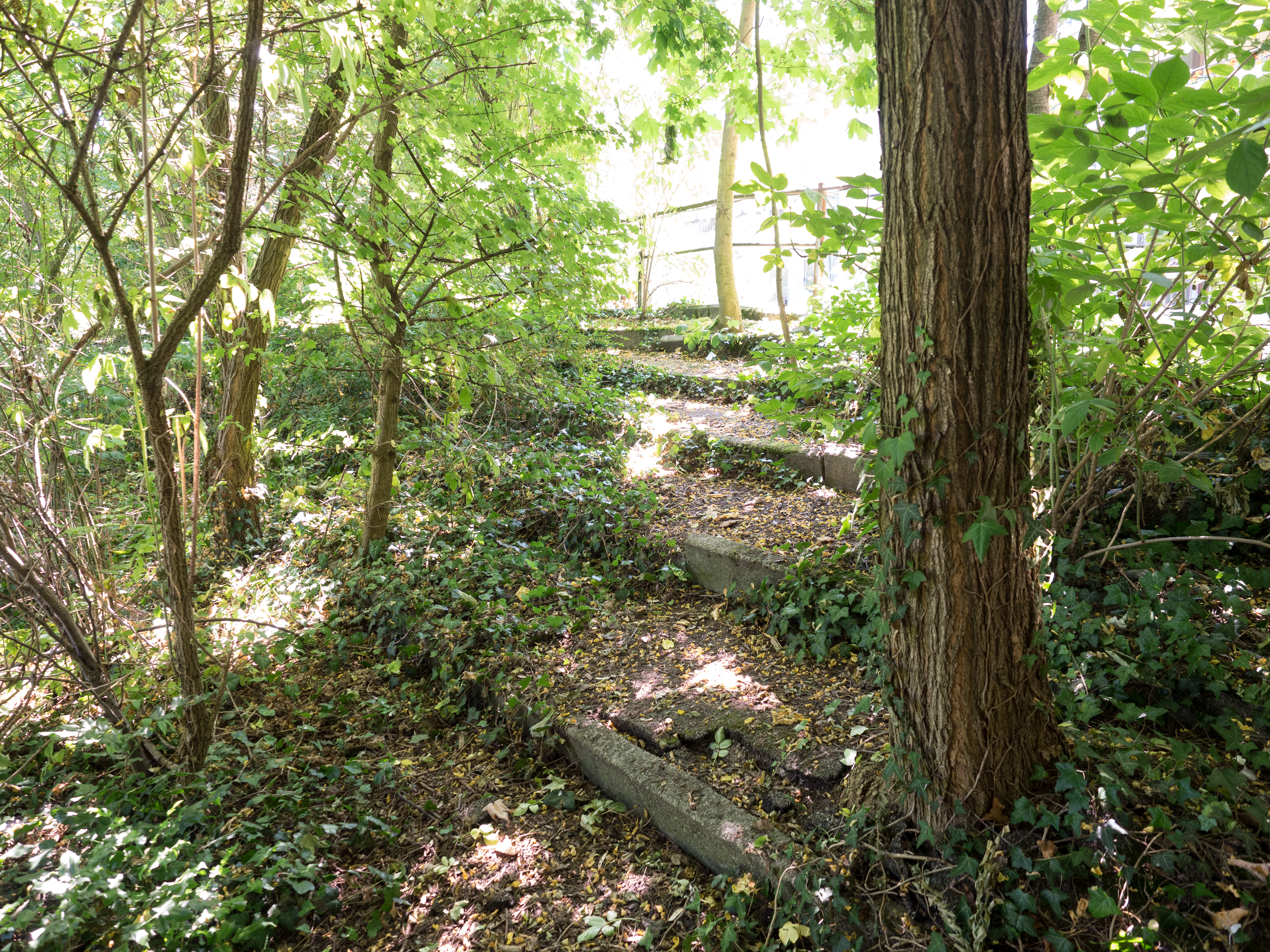
L'ancienne entrée Sud du stade